# Ramienionogi

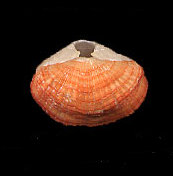
Terebratalia transversa, ramienionóg współczesny

Ramienionogi (Brachiopoda) – typ drobnych morskich bezkręgowców, których ciało okryte jest muszlą, złożoną z dwóch skorupek, co z pozoru upodabnia je do małży. W dzisiejszej faunie jest to grupa reliktowa z około 100 rodzajami i 400 gatunkami. W dawnych epokach geologicznych były znacznie powszechniejsze: ramienionogów kopalnych opisano ponad 4200 rodzajów. W zapisie kopalnym znane są od wczesnego kambru.

## Wiadomości ogólne

### Nazwa
Nazwa naukowa pochodzi od z greckich słów βραχίων (brachion) – ramię oraz πούς (pous) – noga. Wprowadził ją André Marie Constant Duméril w 1805. Odzwierciedla ona błędne wyobrażenie dawnych przyrodników, że ramiona lofoforu mogą służyć również do przemieszczania się zwierząt.

### Rozpoznawanie praktyczne
Najczęściej ma się do czynienia jedynie z muszlami ramienionogów. W odróżnieniu od małży, które mają muszlę złożoną ze skorupek, będących lustrzanym odbiciem (lewej i prawej), ramienionogi mają jedną skorupkę większą (brzuszną albo wentralną czyli nóżkową), a drugą mniejszą (grzbietową albo dorsalną czyli ramieniową). Innymi słowy, płaszczyzna symetrii muszli przechodzi u małży między skorupkami, a u ramienionogów prostopadle do płaszczyzny położonej między skorupkami (płaszczyzny komisuralnej).

### Historia badań
Najwcześniejszymi badaczami, którzy zilustrowali muszle ramienionogów, byli Konrad Gesner i Gaspard Bauhin w drugiej połowie XVI wieku oraz Fabio Colonna w 1616. Brachiopodologami byli między innymi: Johann Schnur, Thomas Davidson, Karl Torley, Gonzague Dubar, Gaston Delépine, Derek Ager, Denise Brice, Madis Rubel i Paul Copper. Z polskich badaczy ramienionogami zajmowali lub zajmują się: Roman Kozłowski, Maria Wiśniewska-Żelichowska, Gertruda Biernat, Andrzej Baliński, Wiesław Barczyk, Ewa Popiel-Barczyk, Grzegorz Racki, Maria Aleksandra Bitner i Adam T. Halamski.

## Opis
Ramienionogi są osiadłymi, dennymi filtratorami. Ich ciało miękkie otoczone jest muszlą, złożoną z dwóch skorupek: brzusznej i grzbietowej. Głównymi organami wewnętrznymi ramienionogów są lofofor, płaszcz i nóżka.
Zwierzęta te przymocowują się do podłoża za pomocą umieszczonej w tylnej części ciała nóżki lub – w przypadku niektórych gatunków pozbawionych tej części ciała – przy pomocy skorupki brzusznej. Za sterowanie skorupkami odpowiedzialny jest złożony system mięśni (m.in. adduktory i diduktory). System mięśniowy szczególnie rozbudowany jest w przedniej części ciała, gdzie służy również do poruszania otaczającym otwór gębowy lofoforem.
Zdecydowana większość gatunków jest rozdzielnopłciowa, ale dymorfizm płciowy nie jest zaznaczony. Jaja zapładniane są wewnątrz muszli samicy. Wyklute z nich formy larwalne są niekiedy (w przypadku larw planktotroficznych) ruchliwe nawet przez dwa tygodnie. W dzisiejszej faunie dorosłe ramienionogi osiągają rozmiar 9 centymetrów (Magellania venosa), natomiast najmniejsze formy mają skorupkę długości zaledwie około 1 mm. Największym ramienionogiem w ogóle był karboński Gigantoproductus, którego muszla osiągała około 37,5 cm szerokości. Ramienionogi są spotykane przede wszystkim na dnie płytkich (ale nie najpłytszych) stref mórz i oceanów; do wyjątków należą gatunki abisobentalne, które odnajdywano nawet na głębokości 6000 metrów.

## Ewolucja
Wspólną cechą ramienionogów, kryzelnic i mszywiołów jest posiadanie lofoforu, w związku z czym te trzy typy łączy się w grupę (czasem zwaną "nadtypem") lofoforowców (Lophophorata). Wczesnokambryjska Yuganotheca ma cechy ramienionogów i mszywiołów.
Najstarsze ramienionogi znane są z 2. piętra kambru (górnej części terenewu). W paleozoiku ramienionogi należały do pospolitych zwierząt morskich. W permie istniały rafy ramienionogowe. Natomiast w mezozoiku i kenozoiku w wielu ekosystemach, w których w paleozoiku dominowały ramienionogi, występują małże.

## Systematyka

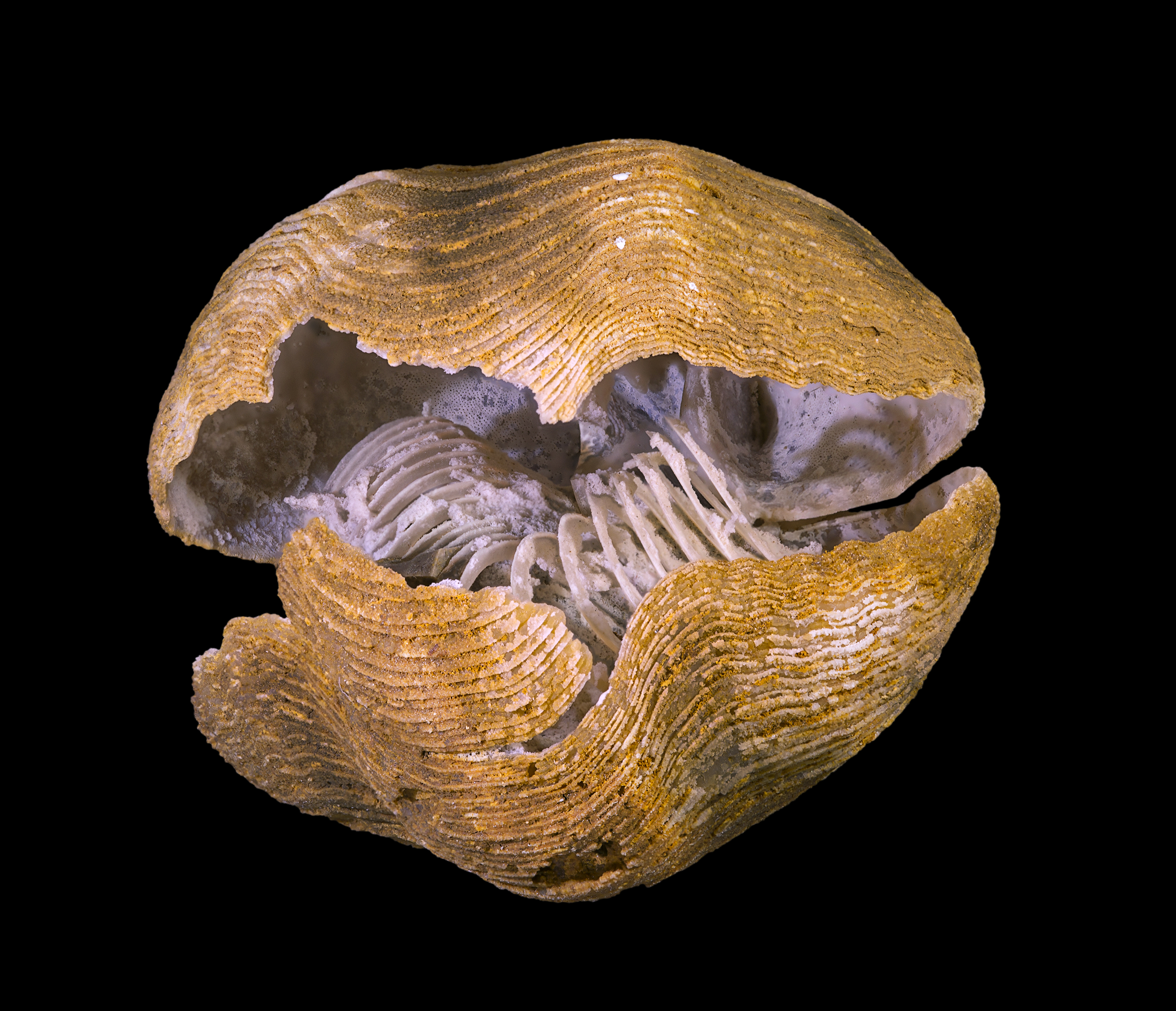
Liospiriferina rostrata, ramienionóg jurajski (pomiędzy rozchylonymi skorupkami widoczny spiralny szkielet lofoforu)

Tradycyjnie w typie Brachiopoda – na podstawie sposobu umocowania skorupek – wyróżniano dwie gromady: liczniejszych zawiasowców (Articulata), oraz mniej licznych bezzawiasowców (Inarticulata). Obecnie nazwy te pozostają w użyciu jako nieformalne, wyróżniane są natomiast trzy podtypy, z których pierwsze dwa odpowiadają w przybliżeniu bezzawiasowcom, a trzeci – zawiasowcom:
- Linguliformea – muszla fosforanowa, larwy planktotroficzne, nóżka z celomą, odbyt obecny (trzy rzędy, z czego jeden w dzisiejszej faunie: Lingulida);
- Craniiformea – muszla wapienna, bezzawiasowa; larwy lecytotroficzne, nóżki brak, odbyt obecny (trzy rzędy, z czego jeden w dzisiejszej faunie: Craniida);
- Rhynchonelliformea – muszla wapienna, zawiasowa; larwy lecytotroficzne, nóżka bez celomy, odbytu brak (20 rzędów, z czego trzy w dzisiejszej faunie: Rhynchonellida, Terebratulida i Thecideida; spomiędzy wymarłych na przykład: Orthida, Atrypida i Spiriferida)[17].

Dalszy podział (na gromady i rzędy) opiera się na mikrostrukturze muszli oraz formie szkieletu lofoforu.

## Ramienionogi w Polsce
Ramienionogi są zwierzętami mórz pełnosłonych, więc we współczesnej faunie Bałtyku nie występują. Natomiast na terenie Polski można znaleźć liczne ramienionogi kopalne, na przykład:
- w przyniesionych przez lodowiec narzutniakach (inaczej eratykach; pierwotnie ze Skandynawii i Estonii) nierzadko występują ramienionogi ordowickie i przede wszystkim sylurskie[19];
- w formacji skalskiej[20] w Górach Świętokrzyskich (środkowy dewon) występuje szczególnie bogaty zespół ramienionogów[21] (ponad 40 gatunków)[22];
- od dawnej nazwy rodzajowej licznie występujących ramienionogów Terebratula pochodzi nazwa wydzielenia triasu na Śląsku – warstwy terebratulowe[23];
- liczne ramienionogi znane są z osadów jurajskich[24].

### Dzieła podstawowe
- Kaesler, R., ed. 1997–2006. Treatise on Invertebrate Paleontology. Part H, Brachiopoda (revised). Vol. 1 (1997), vols 2–3 (2000), vol. 4 (2002), vol. 5 (2006). Geological Society of America & University of Kansas Press.
- Rudwick, M. J. S. 1970. Living and fossil brachiopods. Hutchinson University Library, London. ISBN 0-09-103080-3
- Selden, P., ed. 2007. Treatise on Invertebrate Paleontology. Part H, Brachiopoda (revised). Vol. 6. Geological Society of America & University of Kansas Press.

### W języku polskim
- Bieda, F. 1966. Paleozoologia. Tom I: Część ogólna, zwierzęta bezkręgowe. Wydawnictwa Geologiczne, Warszawa. [Ramienionogi na ss. 177–206.]